# ナマイキデレーション
『ナマイキデレーション』は、2013年7月26日にまどそふとより発売された18禁恋愛アドベンチャーゲーム。

## 概要
まどそふとのデビュー作。生意気なヒロイン達との恋愛模様を描いたラブコメADV。主人公が好きなのに素直になれず、ツンツンな態度を取ってしまうヒロインが仲を深めていくごとにデレていく可愛さやギャップ萌えにスポットライトを当てている。
総CGの7割以上がエッチCG。各キャラに複数回のエッチシーンが用意されている。
2020年にクラウドゲーミングプラットフォーム「OOParts」でも配信された。

## あらすじ
主人公の夏島新十郎は担任の初瀬湊から文化祭の実行委員を押し付けられ、メンバー探しを進め、ヒロインと共に文化祭を盛り上げるために奮闘する。

## 登場人物

### メイン
（出典：）
夏島 新十郎（なつしま しんじゅうろう）
本作の主人公。お調子者で凡庸ではあるが、優しく気遣いが出来る性格。
西村 汐里（にしむら しおり）
声 - 小倉結衣
主人公の幼なじみ。小さい頃溺れている所を主人公に助けられた。それ以降主人公を運命の人と思い込み、アタックを続けている。
成績は優秀で、スポーツもよく出来る。元々は人見知りする性格であったが、今はすっかり明るくなった。
主人公のことは「シン君」と呼んでいる。
夏島 みさき（なつしま みさき）
声 - みる
主人公の妹(GREE版では従妹)。主人公と2人で暮らしており、主に家事を担当している。
性格は真面目かつクール。兄に好意を抱いているが、それを隠すために容赦なく毒舌を吐く。
昔助けられた渚に憧れを感じている。
新開 渚（しんかい なぎさ）
声 - 鈴谷まや
主人公の後輩。実家は空手道場であり、自身も黒帯で全国大会で優勝するほどの腕前。
正義感が強く、揉め事に首を突っ込みやすいが、新たな問題を起こす事も多く、問題児とされている。
実は漫画家になる夢があるが、道場の跡継ぎになる予定の為、諦めかけている。
メイア・クロイゼルング・白鳳（めいあ・くろいぜるんぐ・はくほう）
声 - 金田まひる
通称メイ。世界的に知られた発明家。「学園生活を味わいたい」という理由で、主人公の通う学園に飛び級で入学してきた。そのため、主人公より年下であるが同級生である。
主人公とは駄菓子屋「かぎや」で知り合って意気投合する。その後、渚や汐里など他のメンバーとも知り合いになる。それは彼女にとっては初めての友達付き合いであった。
一人称は「我」。非常にプライドが高いが、寂しがり屋でもある。作中では「しらたま」と呼ばれるネコ型万能ロボやセキュリティロボなど彼女の発明品が登場する。
「我は大人の女性だ」と言い張るが、主人公の目の前で風にスカートをめくられてしまい猫さんパンツを見られてしまう。結果、「大人の女性が･･･猫さんパンツ･･･ぷっ」とからかわれてしまう。

### サブ
（出典：）
日向 真（ひなた まこと）
声 - 八ッ橋きなこ
主人公のクラスメイト。男であるが、ファッション部所属で女子の制服を着ており、外見上は女の子にしか見えない。いわゆる「男の娘」。
サブキャラ人気投票で1位になり、2013年10月22日公開の追加パッチでエッチシーンが導入された。
山城 大輔（やましろ だいすけ）
声 - ゆうひ
主人公の友人。巨乳好き。
伊吹 濤子（いぶき とうこ）
声 - 渋谷ひめ
生徒会長。真面目な性格で主人公達とは揉めることが多い。
演劇部部長（えんげきぶぶちょう）
声 - 金松由花
誰も本名を知らない演劇部の部長。
初瀬 湊（はつせ みなと）
声 - 手塚りょうこ
主人公の担任。BLゲー好きでグータラな性格。

## 販促
箱ティッシュの無料配布や「タッチすると喋って動くPOP」、「おっぱいを揉めるPOP」など、本作品では販売促進にユニークなグッズを用意していた。これらはスタッフのアイディアで実行されたという。
本作の予約特典は原画集と「みさきのおっぱい色紙」であった。

## スタッフ
- 原画・キャラクターデザイン - Syroh
- SD原画 - ななてる
- シナリオ - 中村浩二郎、廣瀬一貴、HANABUSA、一、友井架月

## 主題歌
オープニングテーマ「だって夏でしょ？しょ！」
作編曲 - 松井俊介 / 作詞 - hachico. / 歌 - 桃箱
挿入歌「アツアツ summer dream」
作編曲 - 松井俊介 / 作詞 - 高谷紗那 / 歌 - miko
エンディングテーマ「キミとコイしてきがついたコト。」
歌・作詞 - 天乙准花 / 作編曲 -　まつむー

## 関連商品
- ナマイキデレーション ひと突きごとにデレる最強乙女渚（2013年11月29日 ぷちぱら文庫）
- ナマイキデレーション ビジュアルファンブック（2014年6月27日 KADOKAWA）

## ソーシャルゲーム
2016年8月4日より、GREEとMobageで公開中。
どちらもサービス提供はNextNinja。